# Oncocnemis piffardi
Oncocnemis piffardi là một loài bướm đêm trong họ Noctuidae.